# Boo (plaats)
Boo is een plaats in de gemeente Nacka in het landschap Uppland en de provincie Stockholms län in Zweden. De plaats heeft 24.052 inwoners (2010) en een oppervlakte van 1626 hectare.

## Verkeer en vervoer
Bij de plaats loopt de Länsväg 222.

## Geboren
- Ellen Wangerheim (2004), voetbalster

## Demografische ontwikkeling
Bron: Zweeds Bureau voor Statistiek. Tatörter 1960-2010